# 이시하라마치역
이시하라마치역(일본어: 石原町駅)은 일본 후쿠오카현 기타큐슈시 고쿠라미나미구에 위치한 규슈 여객철도 소속 철도역이며, 히타히코산 선 정차역이다.
기타큐슈 국정공원의 히라오다이로 가는 버스를 여기서 탈 수 있다. 하이카 등 이용이 가능하다.

## 역 구조
단식 승강장 1면 1선과 섬식 승강장 1면 2선, 합계 2면 3선의 홈을 가지는 지상역. 양 플랫폼은 구내 건널목에서 연락하고 있다.
역사는 단식 승강장 측에 있다.
규슈 교통 기획이 역 업무를 실시하는 업무 위탁역이므로, POS 단말기가 설치되어 있다.
JR 규슈의 특정도구 시내 제도에 있어서의 「기타큐슈 시내」의 역이다.

## 인접 역
| 히타히코산 선  | 히타히코산 선   | 히타히코산 선      |
| -------------- | --------------- | ------------------ |
| 시이 조노 방면 | ■ 히타히코산 선 | 요부노 요아케 방면 |